# Đười ươi Sumatra
Đười ươi Sumatra (Pongo abelii) là một trong ba loài đười ươi. Chỉ được tìm thấy ở phía bắc đảo Sumatra của Indonesia, nó hiếm hơn đười ươi Borneo nhưng phổ biến hơn đười ươi Tapanuli mới được xác định gần đây, cũng thuộc Sumatra. Tên thông thường của nó dựa trên hai từ địa phương riêng biệt, "orang" ("người" hoặc "người") và "hutan" ("rừng"), có nguồn gốc từ ngôn ngữ chính thức của Malaysia, Malay. và được dịch 'người của rừng'. Theo Quỹ Động vật hoang dã thế giới, số lượng đười ươi Sumatra hiện chỉ còn khoảng 14.600 con ngoài tự nhiên.

## Mô tả vật lý

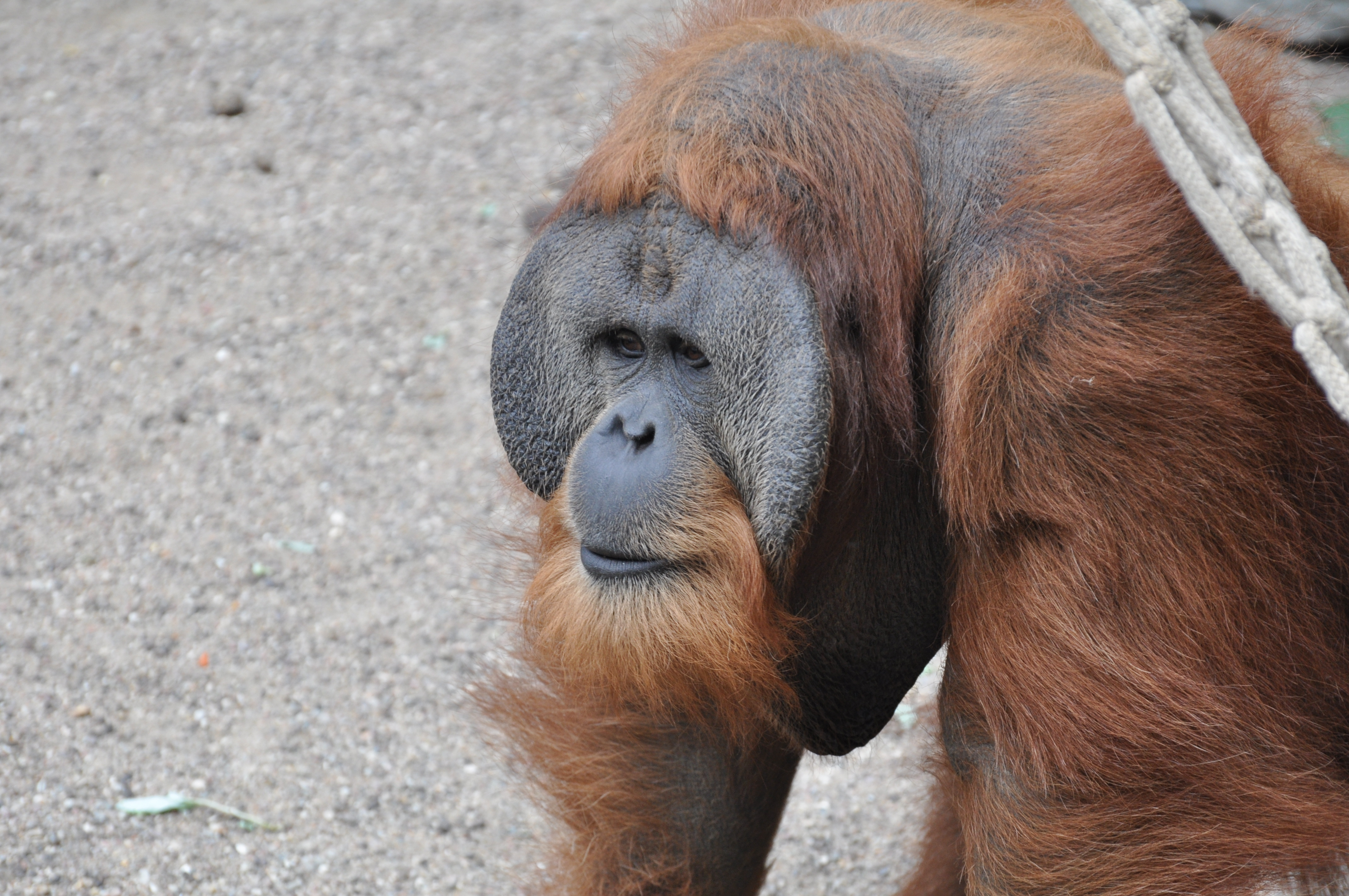
Cận cảnh một con đực trưởng thành

Đười ươi Sumatra đực cao tới khoảng 1,7 m (5,6 ft) và nặng 90 kg (200 lb). Con cái nhỏ hơn, trung bình 90 cm (3,0 ft) và 45 kg (99 lb). So với loài Bornean, đười ươi Sumatra gầy hơn và có khuôn mặt dài hơn; tóc của chúng dài hơn với màu đỏ nhạt hơn.

## Hành vi và sinh thái
So với đười ươi Borneo, đười ươi Sumatra có xu hướng ăn nhiều trái cây hơn và đặc biệt là ăn côn trùng. Các loại trái cây được ưu tiên bao gồm sung và mít. Nó cũng sẽ ăn trứng chim và động vật có xương sống nhỏ. Đười ươi Sumatra dành ít thời gian hơn để ăn vỏ cây bên trong.

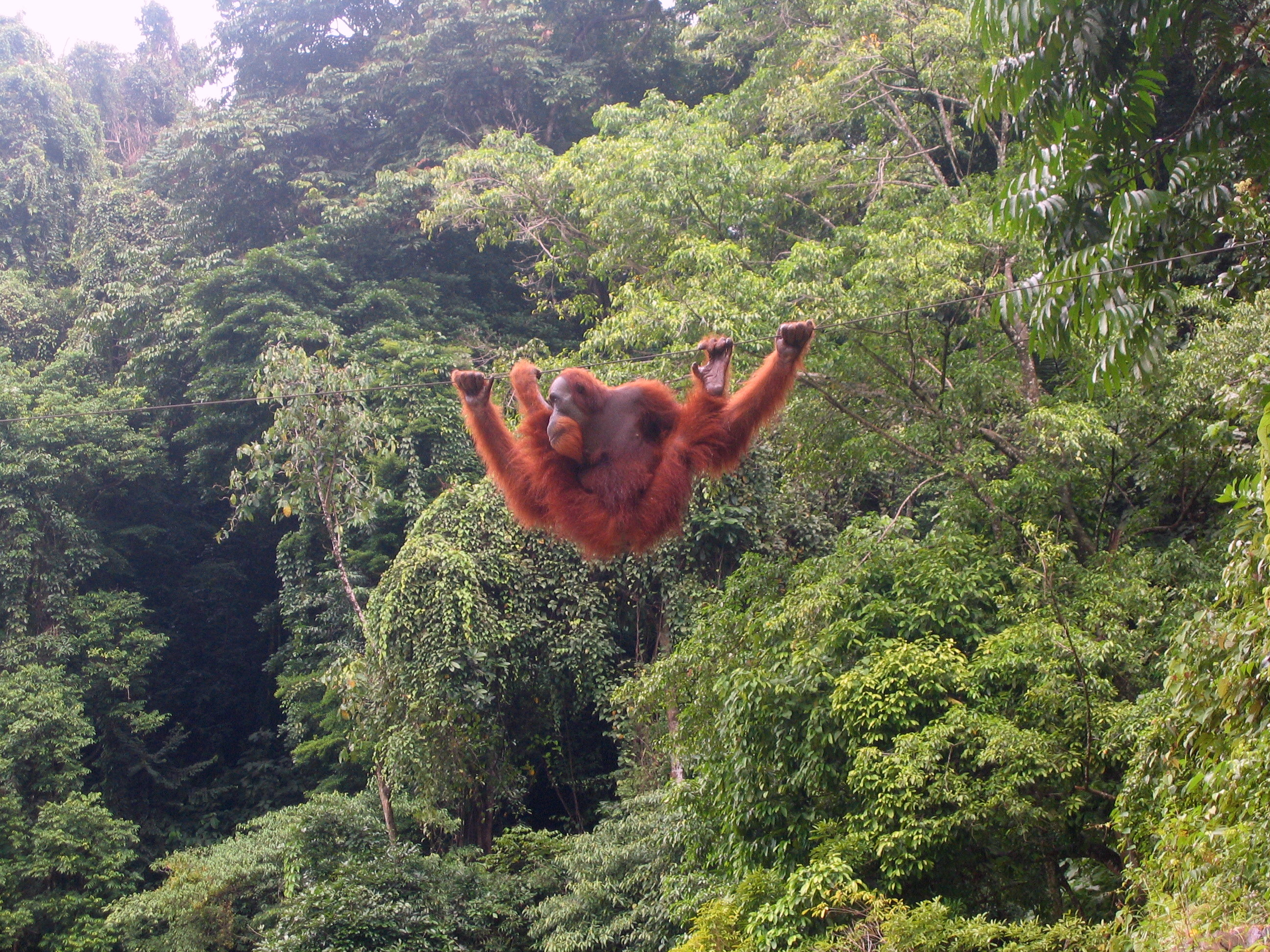
Đười ươi Sumatra

Đười ươi Sumatra hoang dã ở đầm lầy Suaq Balimbing đã được quan sát bằng các công cụ. Một con đười ươi sẽ bẻ gãy một cành cây dài khoảng một foot, bẻ cành cây và dùng răng đánh gãy một đầu. Con đười ươi sẽ dùng que để đào các hốc cây tìm mối. Họ cũng sẽ dùng que chọc vào tường tổ ong, di chuyển nó xung quanh và lấy mật. Ngoài ra, đười ươi sử dụng công cụ để ăn trái cây. Khi quả của cây Neesia chín, lớp vỏ cứng, chúng sẽ làm cho rãnh của nó mềm đi cho đến khi nó mở ra. Bên trong là những hạt mà đười ươi thích ăn, nhưng chúng được bao bọc bởi những sợi lông giống như sợi thủy tinh gây đau đớn nếu ăn phải. Các công cụ được tạo ra khác nhau cho các mục đích sử dụng khác nhau. Gậy thường được làm dài hơn hoặc ngắn hơn tùy thuộc vào việc chúng sẽ được sử dụng cho côn trùng hay trái cây. Nếu một công cụ cụ thể nào đó tỏ ra hữu ích, đười ươi thường sẽ thích nó. Theo thời gian, họ sẽ thu thập toàn bộ " hộp công cụ ". Một con đười ươi ăn thịt Neesia sẽ chọn một chiếc gậy dài 5 inch, lột bỏ vỏ và sau đó cẩn thận thu thập các sợi lông với nó. Khi quả an toàn, vượn người sẽ ăn hạt bằng cách sử dụng que hoặc ngón tay của nó. Mặc dù có thể tìm thấy những đầm lầy tương tự ở Borneo, nhưng người ta vẫn chưa thấy đười ươi Borneo hoang dã sử dụng các loại công cụ này.
NHNZ đã quay cảnh đười ươi Sumatra cho chương trình Wild Asia: In the Realm of the Red Ape; nó cho thấy một trong số họ sử dụng một công cụ đơn giản, một cành cây, để cạy thức ăn từ những nơi khó khăn. Ngoài ra còn có cảnh một con vật sử dụng một chiếc lá lớn làm chiếc ô trong một trận mưa bão nhiệt đới.
Ngoài việc được dùng làm công cụ, cành cây còn là phương tiện di chuyển của đười ươi Sumatra. Đười ươi là loài động vật có vú nặng nhất khi di chuyển bằng cây, điều này khiến chúng đặc biệt dễ bị ảnh hưởng bởi những thay đổi trong tuân thủ của động vật thực vật. Để giải quyết vấn đề này, sự chuyển động của chúng có đặc điểm là chuyển động chậm, thời gian tiếp xúc lâu và một loạt các tư thế vận động cơ học rất ấn tượng. Đười ươi thậm chí còn được chứng minh là sử dụng sự tuân thủ trong các giá đỡ thẳng đứng để giảm chi phí vận động bằng cách đung đưa cây qua lại và chúng sở hữu các chiến lược di chuyển độc đáo, di chuyển chậm và sử dụng nhiều giá đỡ để hạn chế dao động ở các nhánh tuân thủ, đặc biệt là ở các đầu của chúng

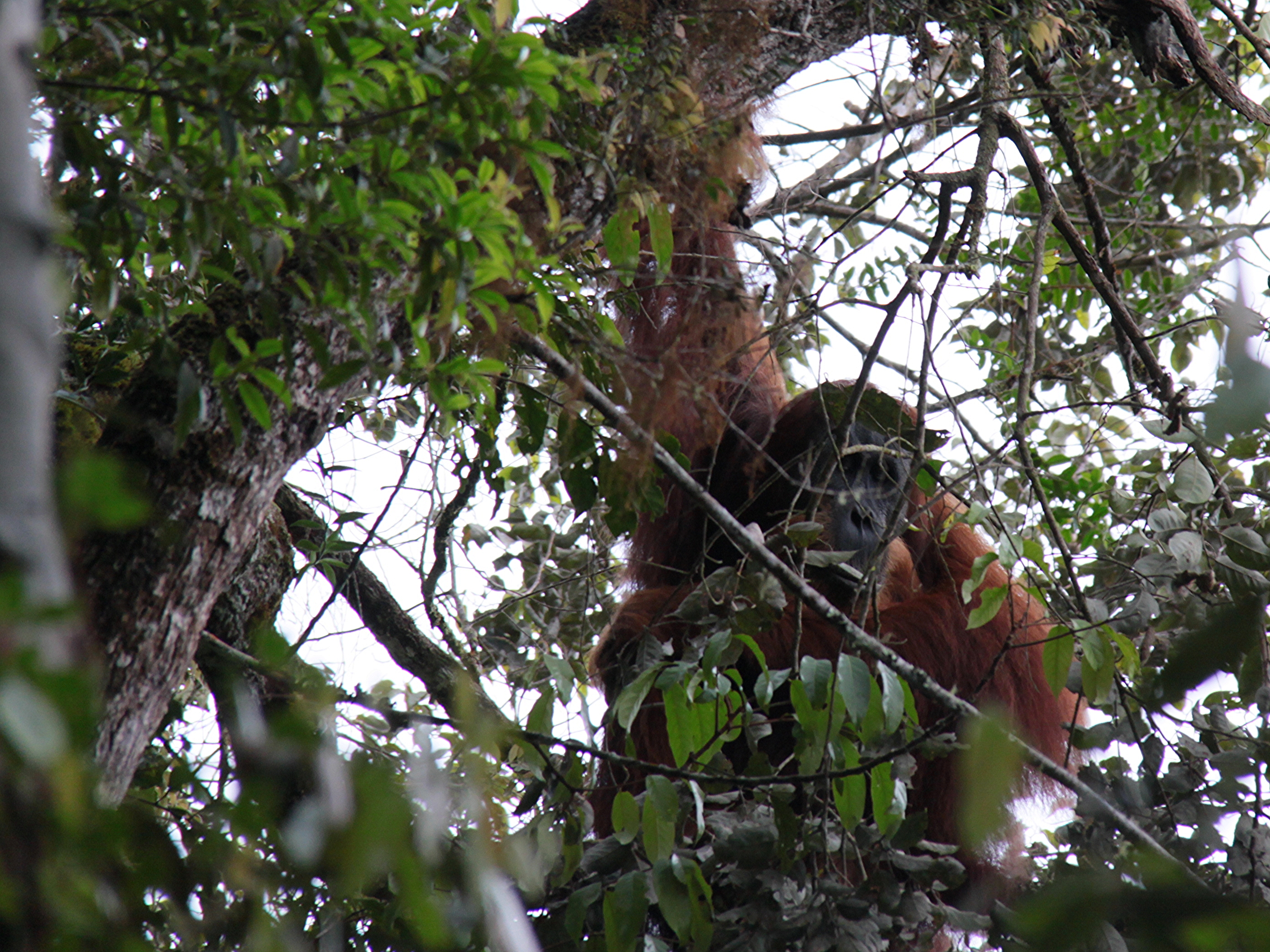
Một con đực ẩn trong lá cây

Đười ươi Sumatra cũng là loài ăn thực vật nhiều hơn so với người anh em họ Borneo của nó; điều này có thể là do sự hiện diện của những kẻ săn mồi lớn, như hổ Sumatra. Nó di chuyển qua các cây bằng cách chuyển động tứ giác và bán phân đoạn.
Tính đến năm 2015, loài đười ươi Sumatra chỉ còn lại khoảng 7.000 thành viên trong quần thể của nó. Do đó, Tổ chức Quốc tế về Bảo tồn Thiên nhiên đang thực hiện các nỗ lực bảo vệ các loài này bằng cách cho phép chúng sinh sản trong môi trường nuôi nhốt an toàn. Tuy nhiên, điều này có nguy cơ ảnh hưởng đến các hành vi bản địa của đười ươi Sumatra trong tự nhiên. Khi bị nuôi nhốt, đười ươi có nguy cơ mắc phải "Hiệu ứng giam cầm": những con vật bị nuôi nhốt trong một thời gian dài sẽ không còn biết cách cư xử tự nhiên trong tự nhiên. Được cung cấp nước, thức ăn và nơi ở trong khi bị nuôi nhốt và không có tất cả những thách thức khi sống trong tự nhiên, hành vi nuôi nhốt trở nên mang tính khám phá nhiều hơn trong tự nhiên.

## Hình ảnh

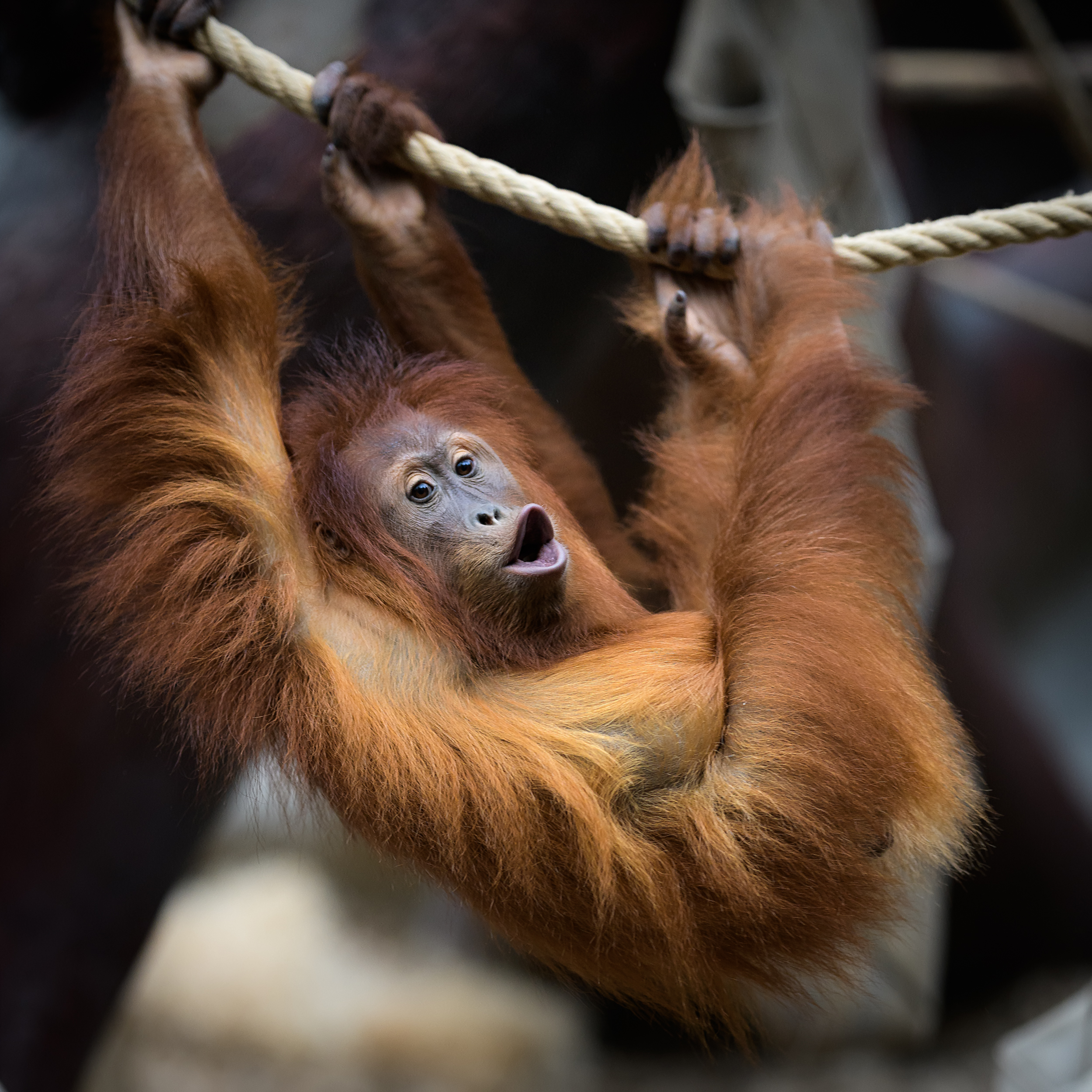
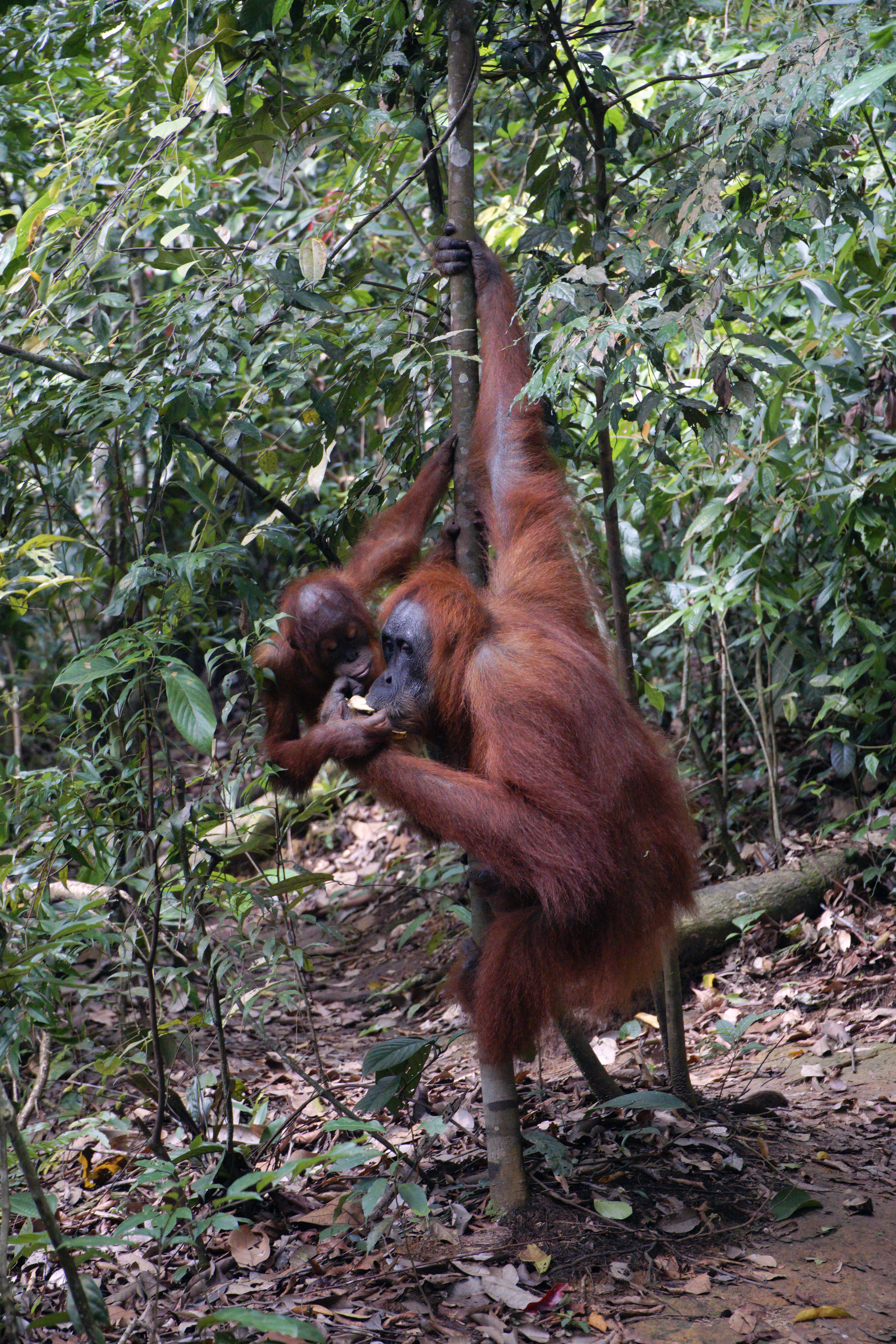
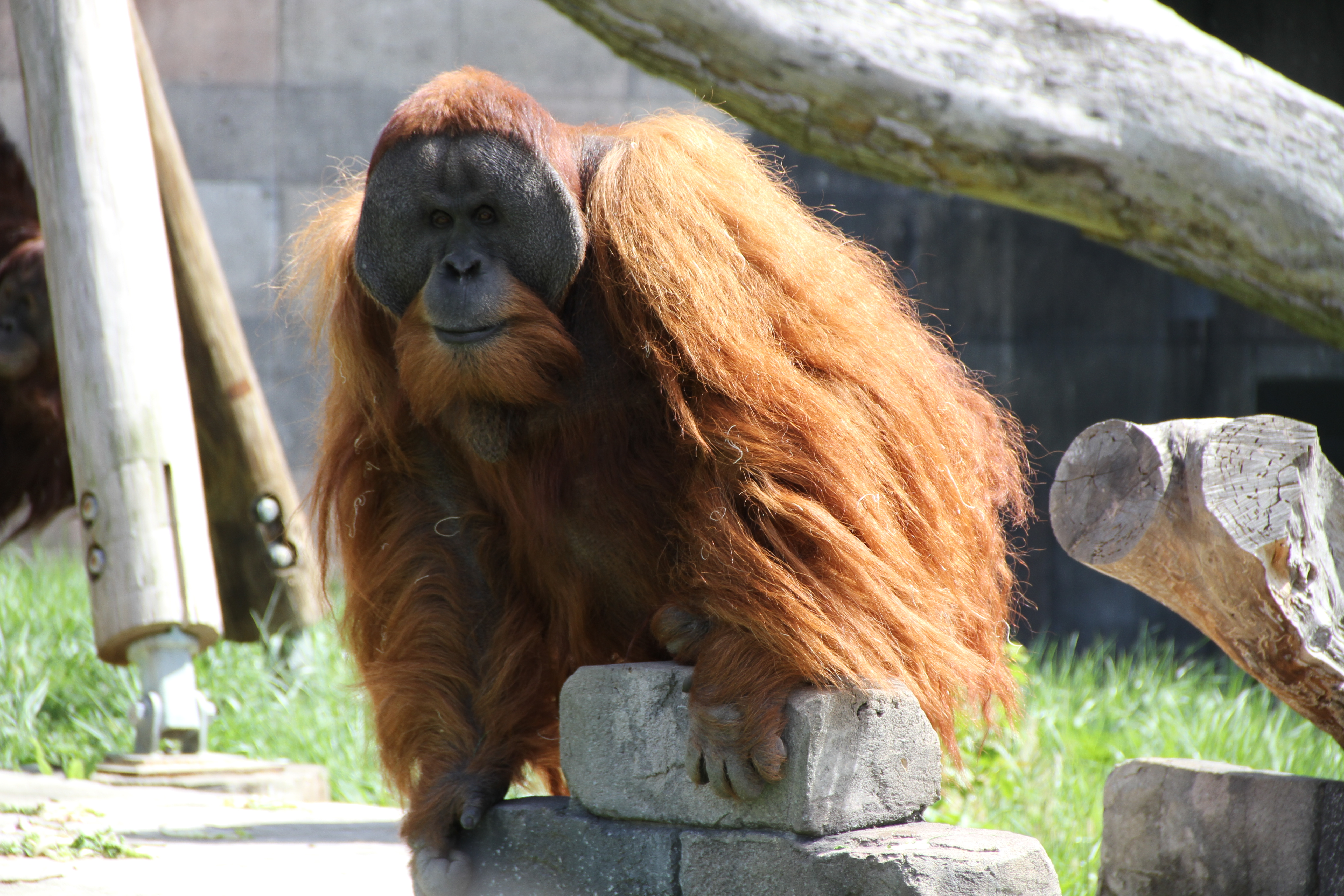
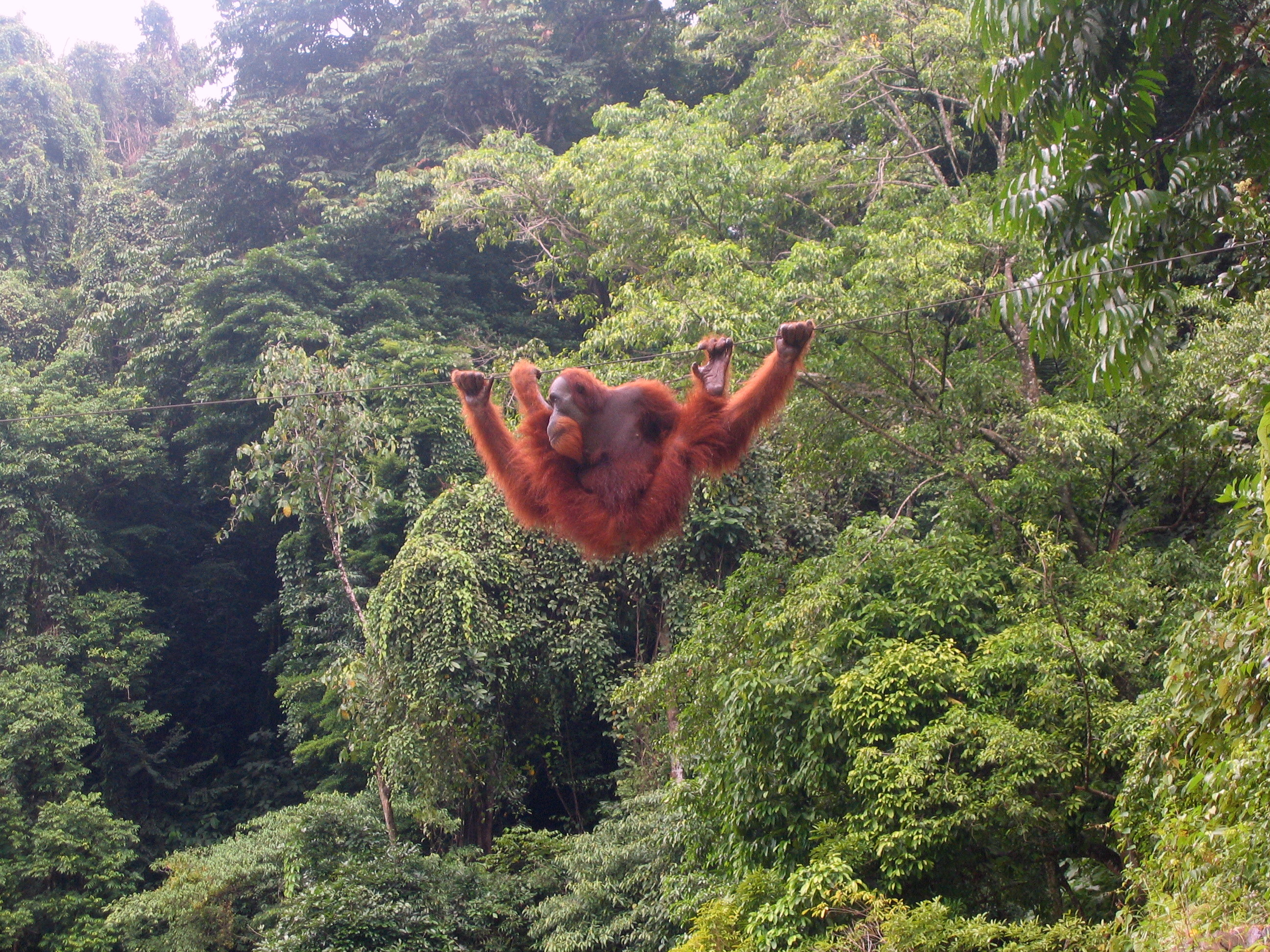
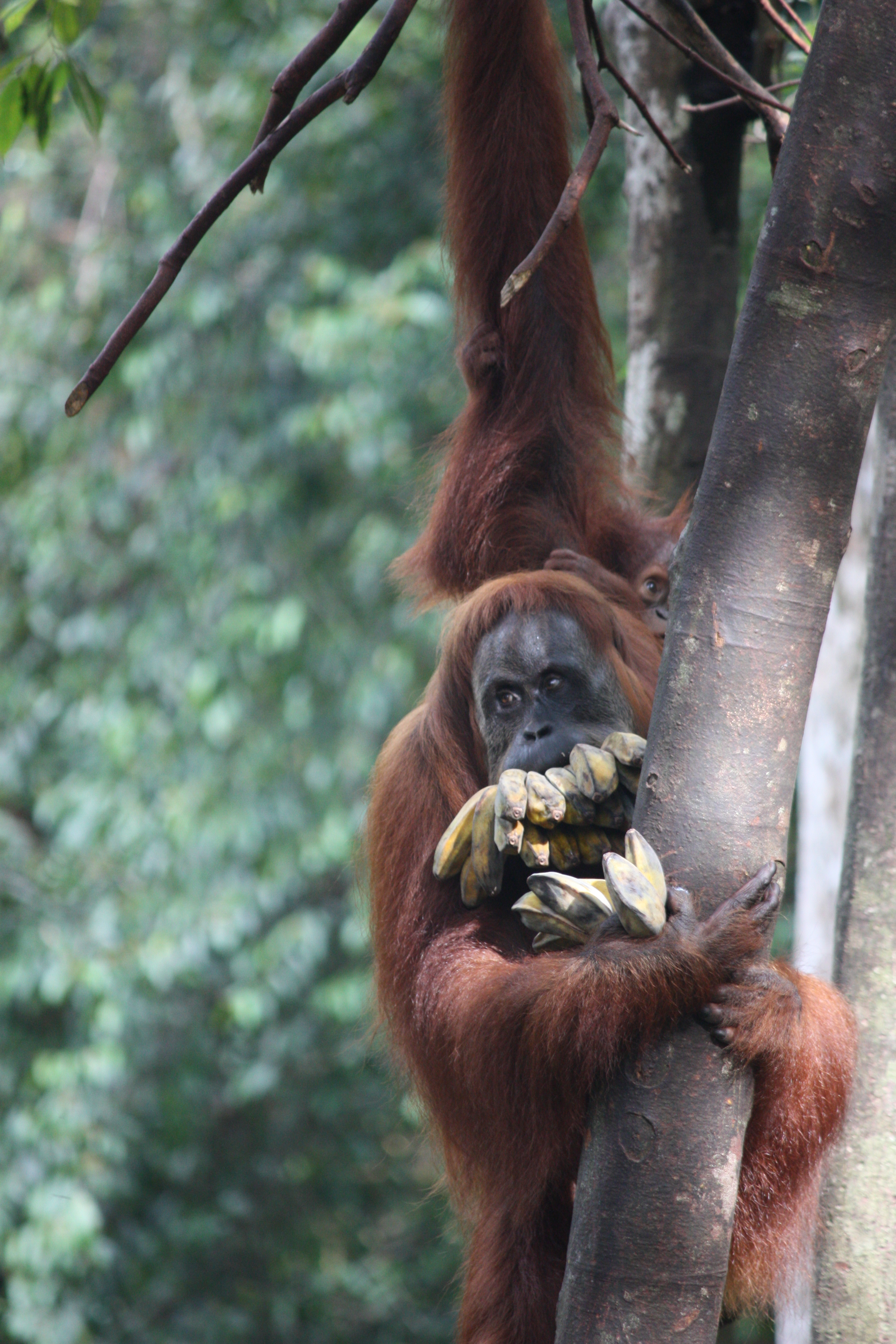
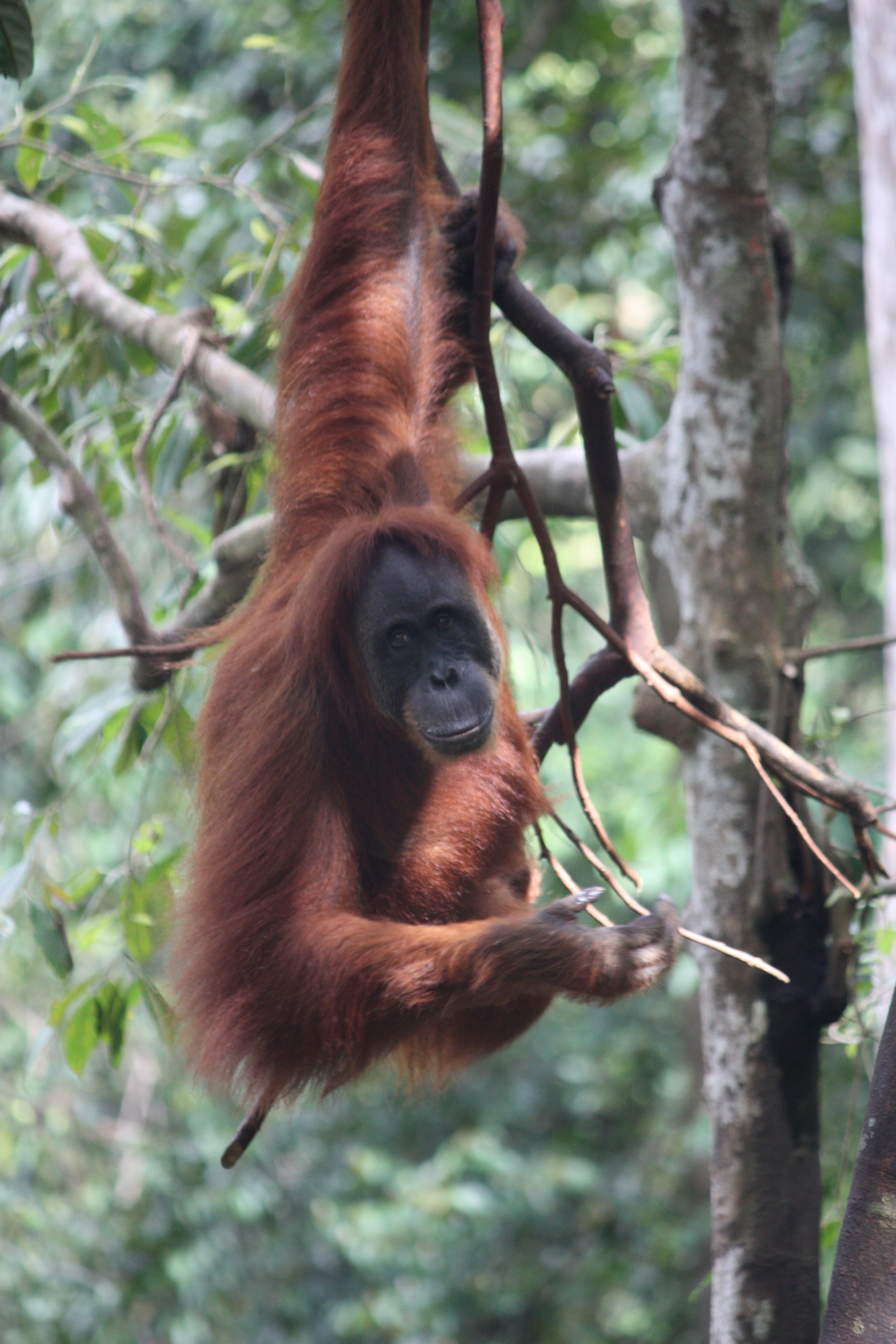